# László Grétsy
László Grétsy (ur. 13 lutego 1932 w Budapeszcie, zm. 21 stycznia 2024 tamże) – węgierski językoznawca i prezenter telewizyjny.

## Życiorys
W 1950 r. ukończył szkołę średnią. W 1954 r. ukończył studia na Wydziale Humanistycznym Uniwersytetu Loránda Eötvösa, a w 1960 r. został kandydatem lingwistyki. Po ukończeniu studiów uniwersyteckich został zatrudniony w Instytucie Językoznawstwa Węgierskiej Akademii Nauk, gdzie później objął posadę starszego pracownika naukowego. W 1971 r. został kierownikiem działu zajmującego się językiem węgierskim. Tutaj opracował swoje pierwsze książki na temat kultywacji języka.
W 1998 r. przeszedł na emeryturę. W 1992 r. został współprzewodniczącym Węgierskiego Komitetu Językowego Węgierskiej Akademii Nauk, w 2006 r. jego honorowym przewodniczącym. W latach 2001–2007 był członkiem Zgromadzenia Ogólnego Węgierskiej Akademii Nauk.
Pracował dla kilku czasopism kulturalnojęzykowych, był członkiem rady redakcyjnej „Magyar Nyelvőr” i redaktorem odpowiedzialnym „Édes Anyanyelvünk”. Prowadził programy telewizyjne poświęcone językowi węgierskiemu.